# Hans Steinhardt
Johannes „Hans” Steinhardt  (ur. 29 czerwca 1905 w Oberhausen, zm. 1 grudnia 1981 w Dreźnie) – niemiecki lekkoatleta, płotkarz.
Podczas igrzysk olimpijskich w Amsterdamie (1928) odpadł w półfinałowym biegu na 110 metrów przez płotki z czasem 15,3.
Czterokrotny medalista mistrzostw Niemiec: w 1925 zdobył brązowe medale w biegach płotkarskich na 110 i 400 metrów, w 1927 i 1928 zwyciężał w mistrzostwach kraju na 110 metrów przez płotki.     
Reprezentował klub Karlsruher FC Phönix.   

## Rekordy życiowe
- Bieg na 110 metrów przez płotki – 15,0 (1928)